# Brana Crnčević
Branislav „Brana“ Crnčević, alfabet ciríl·lic serbi Бранислав „Брана” Црнчевић (* 8 de febrer del 1933 a Kovačica, Regne de Iugoslàvia; † 14 d'abril del 2011 a Belgrad) fou un escriptor, aforista, periodista i polític, serbi.

## Biografia
Va néixer el 8 de febrer de 1933 a Kovačica (tot i que alguns creuen que va néixer el 1935 a Ruma), Sèrbia.
Va estudiar a la Facultat de Filosofia de Belgrad. Va començar la seva carrera com a representant oficial de la cervesera de Zrenjanin a Novi Sad. Després d'això va arribar la fase periodística i editorial a les publicacions "Jež" ("Eriçó") i "Duga" ("Arc de Sant Martí"), així com a la publicació infantil "Mali jež" ("Petit eriçó). També va publicar columnes en diversos diaris i revistes, incloent „NIN“ i „Politika“. Mentrestant, va publicar el seu primer llibre per a nens, Bosonogi i nebo, i més tard la seva primera col·lecció d'aforismes, Piši kao što ćutiš. A l'escena literària va arribar amb els pseudònims Vinon Rumski i Branislav BIP. Durant la seva llarga carrera va escriure llibres per a nens, novel·les, aforismes, contes, teatre, poesia ... se li va concedir el premi Zmajeve dečije igre, per la seva contribució creativa a l'expressió contemporània en la literatura infantil l'any 1987.
Les obres de Crnčević són sensuals, senzilles, com un conte de fades, recomanables per a nens i lectors adults. Com a material de la seva obra, pren imatges reals, lúdiques i tristes de la vida. El tema literari s'aproxima a l'anecdòtic des del punt d'humor i la fina ironia. Els aforismes que va publicar tractaven principalment del caràcter dels serbis i el problema d'un petit estat.
A més de la seva trajectòria literària, destaca el compromís polític de Crnčević i molts encara el recorden com un bon amic de l'ex president Slobodan Milošević. El 1990 Va ser elegit president de Matica iseljenika Srbije. Va ser membre del Partit Democràtic Serbi i defensor de la innocència de Radovan Karadžić davant el Tribunal de l'Haia. Després de la sortida de Vojislav Šešelj a La Haia, es va unir al Partit Radical Serbi, però després de la divisió del partit en dues opcions polítiques, es va decantar per Tomislav Nikolić al Partit Progressista Serbi. Brana Crnčević fou membre del Senat de la República Srpska des de 1996.
El centre cultural de Rumi porta el seu nom.
Va morir el 14 d'abril del 2011 a Belgrad, després d'una llarga i greu malaltia.Fou sebollit al Nou Cementiri de Belgrad.

## Deu aforismes seleccionats
1. Ako su svi izuzev mene moj narod, moj jadni narod nema nikoga osim mene / Si tothom és el meu poble, la meva pobra gent no té ningú més llevat de mi.
2. Slobodan čovek misli šta hoće, a jede šta ima / Un home lliure pensa el que vol i menja el que té.
3. Dok je čovek bio majmun drvo mu je bila otadžbina / Mentre l'home era un mico, l'arbre era la seva pàtria.
4. Pesnik je odgovoran samo za ono što nije rekao / El poeta és responsable només del que no va dir.
5. Od fotelja se mogu praviti barikade, ali i od barikada mogu se praviti fotelje / Les barricades es poden fer des de la butaca, però les butaques també es poden fer amb barricades.
6. Pre rata nismo imali ništa, a onda su došli Nemci i uništili sve / Abans de la guerra, no teníem res, i després van venir els alemanys i ho van destruir tot.
7. Sklonite se, dolazi budućnost / Torneu enrere, el futur ve.
8. Ko je imao priliku da pogine neka ne kuka što je ostao živ / Qui ha tingut l'oportunitat de morir no deixa que el ganxo el mantingui viu.
9. Otadžbina nikada nije toliko u opasnosti koliko je spasavaju / La pàtria mai no està en perill com per salvar-la
10. Naši preci živeli su veoma bedno, a prema najnovijim podacima neki uopšte nisu ni živeli / Els nostres avantpassats van viure molt malament, i segons les darreres dades, ni tan sols van viure.[2]